# Kalinowo-Czosnowo
Kalinowo-Czosnowo – wieś w Polsce położona w województwie podlaskim, w powiecie wysokomazowieckim, w gminie Wysokie Mazowieckie.
Zaścianek szlachecki Czosnowo należący do okolicy zaściankowej Kalinowo położony był w drugiej połowie XVII wieku w powiecie brańskim ziemi bielskiej województwa podlaskiego.
W latach 1954–1959 wieś należała i była siedzibą władz gromady Kalinowo-Czosnowo, po jej zniesieniu w gromadzie Brzóski-Gromki. W latach 1975–1998 miejscowość administracyjnie należała do województwa łomżyńskiego.
Wierni kościoła rzymskokatolickiego należą do parafii św. Bartłomieja Apostoła w Kuleszach Kościelnych.

## Historia wsi
Wieś drobnoszlachecka założona prawdopodobnie w XV w. Nazwa wsi pochodzi od dawnego imienia Czosn, związanego z rzeczownikiem czosnek.
W dokumencie z roku 1493 wymienieni: Albertus, Nicolaus, Mathias i Martinus z Kalinowa. Wzmianka o Kalinowie-Czosnowie pochodzi z roku 1545, gdy w urzędzie grodzkim w Surażu wymieniono Filipa, syna Wawrzyńca. W końcu XVI w. dominowali tutaj Buczyńscy i Chojeńscy. W następnych latach wieś tworzyła zaścianek szlachecki.
W I Rzeczypospolitej wieś należała do ziemi bielskiej.
W pobliżu kilka wsi tworzących tzw. okolicę szlachecką Kalinowo:
- Kalinowo Stare
- Kalinowo-Czosnowo
- Kalinowo-Sulki
- Kalinowo Nowe
- Kalinowo Trojany (wymienione w 1557, współcześnie wieś nie istnieje)

W roku 1827 wieś liczyła 25 domów i 149 mieszkańców. Pod koniec XIX w. miejscowość należała do Powiatu mazowieckiego, gmina Chojany, parafia Kulesze Kościelne. W 1891 roku mieszkało tu 23 drobnoszlacheckich gospodarzy. Średnie gospodarstwo liczyło około 5 ha.
W 1921 r. we wsi 21 gospodarstw i 118 mieszkańców (56 mężczyzn i 62 kobiety). Wszyscy zadeklarowali narodowość polską i wyznanie rzymskokatolickie.

## Szkoła
Od 1930 r. notuje się tu dwuklasową szkołę powszechną, która na początku liczyła 128 uczniów. Przed wybuchem II wojny światowej zanotowano w szkole 180 uczniów. Przed wojną wystawiono tu nowy, murowany budynek szkoły.
Nauczyciele: Stanisław Perkowski, Janina Nowakówna, Marianna Kulbabińska, Edmund Pawłowski, Apolonia Skorulska, Zofia Zielińska, Zofia Pawłowska.
Podczas II wojny światowej Edmund Pawłowski zorganizował i prowadził we wsi tajne nauczanie. Był w tym czasie oficerem Biura Informacji i Propagandy 76 pp Armii Krajowej. Po wojnie wywieziony na Syberię.
W latach siedemdziesiątych XX w. szkoła została rozbudowana. Dokonano remontu kotłowni. Później ogrzewanie węglowe zastąpiono gazowym. W roku 1995 uruchomiono w szkole oczyszczalnię ścieków.
Szkoła funkcjonowała do roku 2011, kiedy to z powodu niżu demograficznego, uchwałą Rady Gminy została zlikwidowana.

## Obiekty zabytkowe
- domy drewniane nr: 3, 5 i 7 z 1927 r.
- domy drewniane nr: 13 i 28 z początku XX w.[13]

## Współcześnie
Wieś typowo rolnicza. Produkcja roślinna podporządkowana hodowli krów mlecznych. Straż pożarna dysponuje własnym samochodem Star. Przez miejscowość prowadzi droga powiatowa 2049B Wnory-Wiechy–Brzóski-Gromki.
W roku 2007 we wsi mieszkało 105 osób.

## Instytucje i organizacje pożytku publicznego
- Szkoła Podstawowa w Kalinowie-Czosnowie (zlikwidowana w roku 2011)[14]
- Ochotnicza Straż Pożarna, Kalinowo-Czosnowo 24, 18-200 Wysokie Mazowieckie